# Wiching

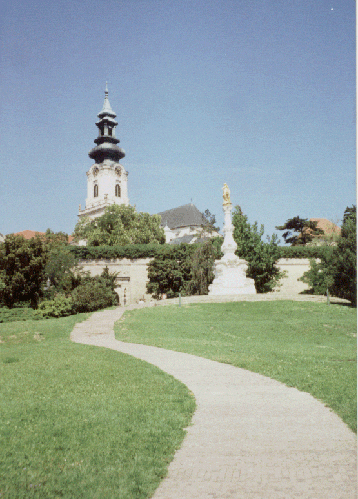
Kathedrale in Nitra

Wiching (slowakisch Viching; † 12. September 900/912) war in den Jahren 880 bis 891/892 der erste Bischof von Nitra in der heutigen Slowakei und in den Jahren 898 bis 899 der 12. Bischof von Passau. Er war Ratgeber des mährischen Fürsten Svatopluk I. und Suffragan des mährischen Erzbischofs Method.

## Leben
Wiching war Benediktinermönch in der Abtei Reichenau am Bodensee. Um 874, wahrscheinlich nach dem Frieden von Forchheim 874, kam er ins Mährerreich und befreundete sich mit Fürst Svatopluk I. Wiching hatte eine führende Stellung im lateinischen Klerus in Mähren inne. Er führte viele Auseinandersetzungen mit den beiden „Slawenaposteln“ Kyrill und Method wegen der Einführung der slawischen Liturgie in Mähren und bezichtigte die beiden der Häresie.
Ende 879 überzeugten die lateinischen Priester Svatopluk I., Wiching als Bischof im Mährerreich zu benennen. Im Jahr 880 reisten dann Wiching und Method mit einer Delegation nach Rom, wo Wiching von Papst Johannes VIII. zum Bischof von Nitra ernannt und geweiht wurde. Johannes VIII. stimmte mit der Bulle Industriae tuae der slawischen Liturgie zu und bestätigte Method als Erzbischof der Pannonisch-Mährischen Diözese. Von Rom aus schrieb Wiching jedoch einen gefälschten, angeblich vom Papst selbst verfassten Brief an Svatopluk, nach dem Svatopluk Method als Erzbischof absetzen sollte. Als Method davon erfuhr, ließ er sich vom Papst bestätigen, dass es sich um eine Fälschung handelte, setzte Wiching als Bischof ab und schickte ihn zur Mission in ein Gebiet das „kürzlich von Svatopluk erobert worden sei“ (wahrscheinlich Kleinpolen).
Im Jahr 885, kurz vor Methods Tod, verließ Wiching Kleinpolen und reiste mit Zustimmung von Svatopluk nach Rom, wo er gegenüber Papst Stephan V. neue Anschuldigungen gegen Method vorbrachte. Auf eine Bitte von Svatopluk bat er den Papst um eine Bestätigung seines Amtes als Bischof des Mährerreiches. Als Papst von Methods Tod erfuhr, ernannte er Wiching (erneut) zum Bischof von Nitra und zum „Verwalter“ (aber nicht zum Erzbischof) der Pannonisch-Mährischen Diözese.
Nach Methods Tod verhinderte Wiching, dass Gorazd von Mähren, Methods Schüler und als Nachfolger vorgesehen, die Nachfolge von Method antrat. Er überzeugte den Papst Stephan V., die slawische Liturgie zu verbieten und ließ Methods Nachfolger aus dem Land vertreiben. Wiching hat also dazu beigetragen, dass die Länder Böhmen, Mähren und Slowakei unter den Einfluss der römisch dominierten lateinischen Kirche kamen, der Einfluss der Byzantinischen Kirche wurde geschwächt.
Im Jahr 891 oder 892, nach Ausbruch eines Krieges zwischen Svatopluk und König Arnolf von Kärnten, verließ Wiching Nitra. Er trat in die Dienste von Arnolf und wurde sein Kanzler. Wiching war später Mitglied der Delegation, die mit Svatopluk die Friedensverhandlungen führte. Im Jahr 896 übernahm er zudem die Abtei Mondsee. In den Jahren 898–899 war er Bischof von Passau.
Nach Arnulfs Tod 899 gibt es keine Nachrichten mehr über Wiching.